# كاميلو (مغني)
كاميلو إتشيفري (من مواليد 16 مارس 1994)، المعروف باسم كاميلو ، هو مغني وموسيقي وكاتب أغاني كولومبي. اشتهر بأغانيه المنفردة «توتو»، جنبًا إلى جنب مع بيدرو كابو وشاكيرا، و «ديسكونوسيدوس»، مع ماو وريكي ومانويل توريزو. تُصنف موسيقاه عمومًا على أنها موسيقى البوب اللاتينية بمزيج من الموسيقى الحضرية وتشتهر بكلماته الرومانسية وصوت السوبرانو.
ظهر لأول مرة في عام 2008، بعد فوزه في برنامج المواهب Factor XS في عام 2007. وهو معروف أيضًا بكتابته وإنتاجه لفنانين آخرين بما في ذلك لبيكي جي وناتي ناتاشا " Sin Pijama " ولباد باني " Si Estuviésemos Juntos ". 
تشمل الجوائز التي حصل عليها خمس جوائز لاتينية جرامي وترشيحان لجائزة جرامي.

## روابط خارجية
- كاميلو (مغني) التسجيلات من ديسكاغز.كوم
- كاميلو (مغني) على أول ميوزيك

1. 1 2   https://www.billboard.com/music/latin/2021-latin-grammys-winners-list-1234999583/. {{استشهاد ويب}}: |url= بحاجة لعنوان (مساعدة) والوسيط |title= غير موجود أو فارغ (من ويكي بيانات) (مساعدة)
2. ↑   https://www.billboard.com/articles/columns/latin/9486378/2020-latin-grammys-winners-list/. {{استشهاد ويب}}: |url= بحاجة لعنوان (مساعدة) والوسيط |title= غير موجود أو فارغ (من ويكي بيانات) (مساعدة)
3. ↑  Fernandez، Suzette (19 أغسطس 2019). "Meet This Week's Latin Artist on the Rise: Camilo". Billboard. مؤرشف من الأصل في 2021-08-29. اطلع عليه بتاريخ 2019-10-05.
4. ↑  "¡Irreconocible! Así luce hoy Camilo Echeverry, ganador de Factor XS en 2007" [Unrecognizable! This is what Camilo Echeverry, 2007 winner of Factor XS, looks like today]. El Universal  [لغات أخرى]‏ (بالإسبانية). 4 May 2018. Archived from the original on 2021-12-23. Retrieved 2019-10-05.{{استشهاد ويب}}:  صيانة الاستشهاد: علامات ترقيم زائدة (link)